# Trubadur

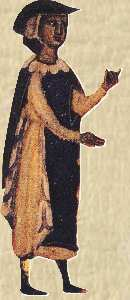
Bernart de Ventadorn, occitansk trubadur under 1100-talet.

Trubadur är en sångare, låtskrivare och kompositör som oftast framträder solo med visor och ballader.

## Historia
Under antiken var benämningen på en sångare eller trubadur Aoid.
Ordet härstammar från de trubadurer (fornfranska (nordfranska): trouvère, occitanska: trobador, "en som finner, hittar på" (dikt, berättelse, musik)) som var verksamma vid hoven i Occitanien – det som idag huvudsakligen är södra Frankrike, men som under medeltiden var ett kulturellt och politiskt självständigt område som inkluderade även norra delarna av såväl Italien som Spanien. Hertig Vilhelm IX av Akvitanien (1071–1126) fick hedersnamnet den förste trubaduren. En annan av de främsta var grevinnan av Dia. Till den tradition de etablerade, att sjunga underhållande, lyriska eller humoristiska visor på folkspråket (som där och då var occitanska), brukar alla som därefter sjungit på europeiska språk räknas som efterföljare. Vilhelm IX ärvde av sin far en grupp moriska sjungande flickor som tagits som krigsbyte, vilket tyder på att trubadurens rötter står att finna i det sasanidiska Persien via det muslimska Andalusien.[källa behövs]

## Skandinavien
I Sverige har begreppet fått en särskild betydelse, närmast motsvarande engelskans singer-songwriter och med vispoet som synonymt ord. Det syftar på en person som framför egna välskrivna texter, sånger ur den svenska vistraditionen eller tonsatta dikter av svenska lyriker, med ett minimum av scenisk apparat och till eget musikackompanjemang. Det vanligaste trubadurinstrumentet är akustisk gitarr, tidigare även luta.
Sveriges grannländer har trubadurer som Alf Prøysen, Benny Andersen, Åge Aleksandersen med flera, men de kan även sjunga Bellman, Taube och Vreeswijk och ser dem ibland som förebilder.

### Sverige
Sverige vårdar en vissångar-/trubadurtradition som framför allt inspirerats av Carl Michael Bellman och hans Fredmans epistlar, som blev stor litteratur och dramatik för att han själv både skrev och framförde visorna. I hans efterföljd har visförfattare som Cornelis Vreeswijk, Gunnar Wennerberg, Elias Sehlstedt, Dan Andersson, Birger Sjöberg, Gunnar Turesson och Evert Taube arbetat. Taube anknöt gärna också till medeltida svensk och provensalsk visdiktning.
På 1950-talet var Olle Adolphson den främste nye representanten för genren (även om han värjde sig mot att kallas trubadur), medan 1960-talet och den så kallade "Svenska visvågen" gav uppmärksamhet åt en större grupp trubadurer, som ofta också blev kända för sitt politiska engagemang. Vispråmen Storken, Mosebacke Etablissement och Visfestivalen i Västervik var spelplatser som fungerade som knutpunkter.
De två legendariska gestalterna i 1960- och 1970-talets trubadurgeneration var Cornelis Vreeswijk och Fred Åkerström, den senare framför allt genom sina tolkningar av Bellman och Ruben Nilson. Andra, vissa döda, andra än i dag verksamma trubadurer är Margareta Abrahamsson, Ulf Bagge, Torsten Arnbro, Dan Berglund, Thorstein Bergman, Stefan Demert, Ove Engström, Alf Hambe, Sid Jansson, Ewert Ljusberg, Monika Lilja Lundin, Mikael Ramel, Göran Samuelsson, Pierre Ström, Jeja Sundström, Bengt Sändh, Lasse Tennander, Turid, Mikael Wiehe, Roger Ylvenius, Finn Zetterholm och Torgny Björk (i gruppen Herr T och hans spelmän). Många av dem var med och grundade YTF, YrkesTrubadurernas Förening, 1971, en förening som fortfarande är aktiv med artistförmedling och skivutgivning.
Bland trubadurerna kan man också räkna visförfattare med något annorlunda framtoning som Jokkmokks-Jokke, Tor Bergner, Allan Edwall och Carl-Anton Axelsson och i vid mening även populärartister som Owe Thörnqvist, Robert Broberg, Gösta Linderholm och Ulf Lundell. Lars Berghagen och andra författare av visaktig schlagermusik räknas väl som gränsfall.
Som moderna efterföljare har Christina Kjellsson, Billey Shamrock, Lars Demian, Stefan Sundström, Johan Johansson, Carl-Johan Vallgren, Mats Höjer, Maria Lindström, Lisa Ekdahl, Lars Winnerbäck, Frans Haraldsen, Nippe Svensk, Lars Anders Johansson, Loke Nyberg, Billy Opel m fl på var sitt sätt anknutit till och förnyat den svenska visan och trubadurtraditionen.

## Frankrike och Tyskland
I Frankrike är chanson-traditionen väl förankrad (med namn som Leo Ferré och Jacques Brel med flera), men samtidigt mer kommersiellt och litterärt präglad. I Tyskland talar man om Liedermacher som motsvarar ungefär singer-songwriter, kända namn är Reinhard Mey och Wolf Biermann. Inriktningarna varierar från politiska och samhällskritiska texter till personliga berättelser och humoristiska betraktelser. Många Liedermacher sjunger på dialekt.